# Pyura dalbyi
Pyura dalbyi is een zakpijpensoort uit de familie van de Pyuridae. De wetenschappelijke naam van de soort is voor het eerst geldig gepubliceerd in 2011 door Rius & Teske.